# Nudelsalat

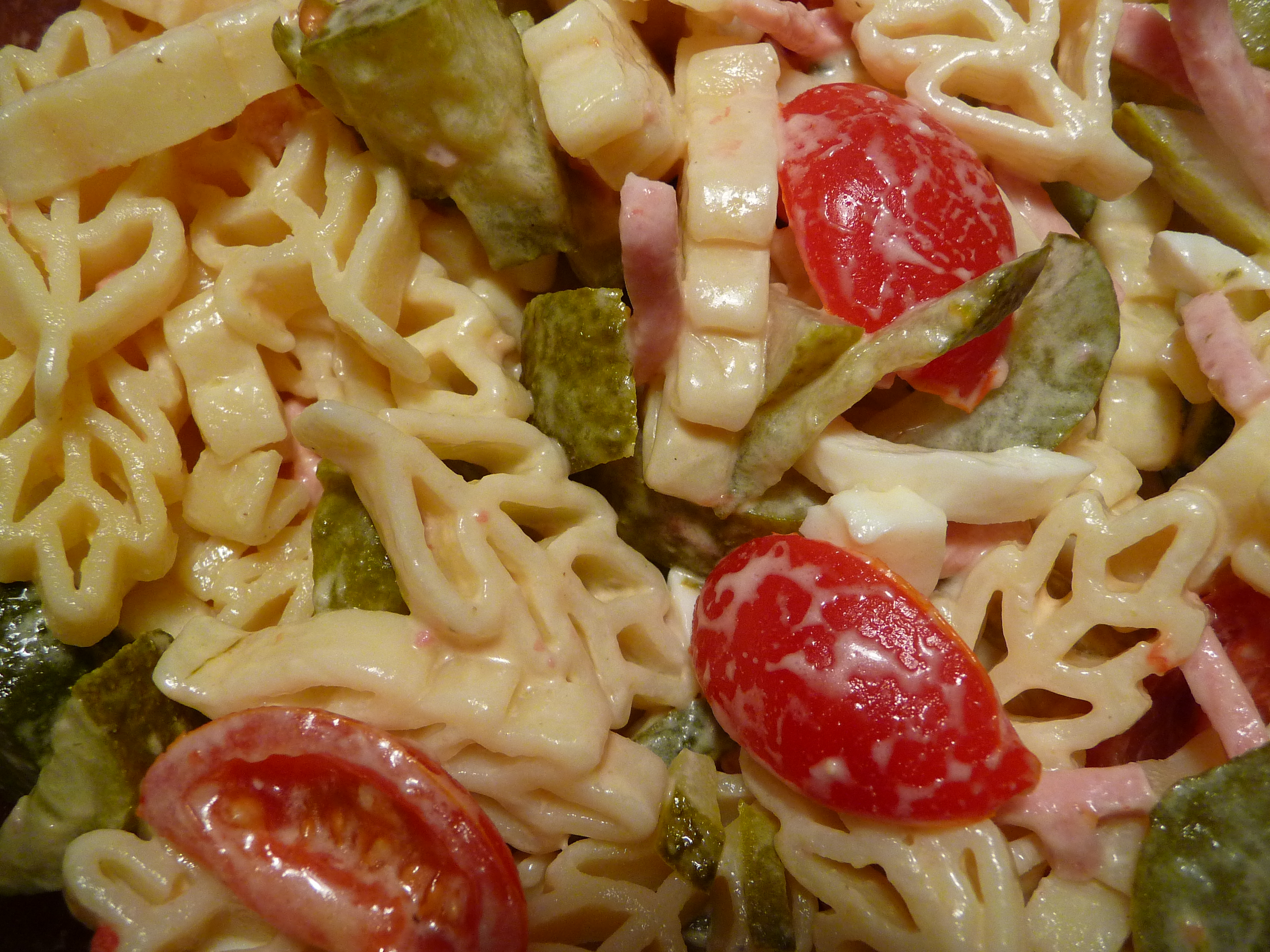
Nudelsalat mit Spighe, Tomaten, Gewürzgurken, Fleischsalat, gekochten Eiern

Unter Nudelsalat versteht man im deutschsprachigen Raum eine Zubereitung der kalten Küche auf Basis von gekochten Nudeln, die besonders auf kalten Buffets, Partys und Grillabenden angeboten wird. 
Zur Zubereitung auf traditionelle Art werden Nudeln in mundgerechter Größe nicht zu weich (al dente) gekocht und nach dem Abkühlen mit Zutaten wie gewürfeltem Kochschinken, Dosenerbsen, -champignons, Käsewürfeln und Gewürzgurken sowie einer Salatsauce vermischt. 
Je nach Rezept können die Zutaten stark variieren und z. B. auch rohes Gemüse oder Obst, Fisch, andere Käsesorten, verschiedene Kräuter und Gewürze enthalten. Anstelle von Mayonnaise wird häufig eine Vinaigrette verwendet. 